# Kamiyonanayo

Généalogie des dieux de la Création selon le Kojiki

Dans la mythologie japonaise et le shintoïsme, Kamiyonanayo (神世七代, litt. Sept générations de l'Âge des dieux) désigne la génération de dieux nés après les Kotoamatsukami.
Ses membres les plus importants pour la mythologie shintō sont Izanagi (伊邪那岐神, aussi orthographié 伊弉諾尊 dans le Nihon Shoki) et Izanami (伊邪那美神, aussi orthographié 伊弉冉尊 dans le Nihon Shoki).

## Histoire

### Selon leKojiki
Après la naissance des Kotoamatsukami, deux nouveaux hitorigami, Kunitokotachi et Toyokumono, naissent et se cachent. Ensuite, cinq fratries naissent, avec un garçon et une fille chacune. Les premiers sont Uhijini et sa sœur Suhijini, les seconds sont Tsunugui et sa sœur Ikunugui, les troisièmes Ōtonoji et sa sœur Ōtonobe, les quatrièmes Omodaru et sa sœur Ayakashikone et enfin Izanagi et sa sœur Izanami, chargés par la suite de créer la Terre.